# 運命 (SADAME)
「運命 (SADAME)」（さだめ）は、チェッカーズの22枚目のシングル。1990年3月21日発売。発売元はポニーキャニオン。

## 解説
『マツダ・ファミリア』のコマーシャルソングに採用された。
非売品ではあるが、武内享を中心に同楽曲をリミックスし、クラブDJ向けの配布されたアナログ盤（品番:LSP-3）も制作された。このアナログ盤は、バンドと高木完との共同プロデュースで制作された。アナログ盤には、「EXTENDED CLUB MIX」、「FUNKY CLAVI MIX」、「GOLDUBEAT」の3バージョンが収録されている。尚、「EXTENDED CLUB MIX」と「GOLDUBEAT」はCD化されており、「EXTENDED CLUB MIX」は、解散後の2000年に通信販売された発売されたライブDVDを3枚同時購入購入者特典として、「GOLDUBEAT」は解散時に発売されたベスト・アルバム『THE OTHER SIDE』に「Remix Version」という表記で収録されている。

## 収録曲
1. 運命 (SADAME)
  - 作詞：藤井郁弥 / 作曲：藤井尚之 / 編曲：THE CHECKERS FAM.
  - 『マツダ・ファミリア』CMソング
2. DOGS VS CAT'S
  - 作詞：藤井郁弥 / 作曲：鶴久政治 / 編曲：THE CHECKERS FAM.
  - メインボーカル：高杢禎彦